# Марстијеповићи
Марстијеповићи је насеље у општини Бар у Црној Гори. Према попису из 2003. било је 0 становника (према попису из 1991. било је 16 становника).

## Историја
Марстијеповићи спадају у Доње Шестане. Рођаци Ђоке Дабовића, аутора књиге о Шестанима, су то село звали Буигри. Предање говори да су они потомци човјека који је служио у манастиру на Старчевој Горици и да су поријеклом Бугари. Прво су се настанили у Церањиви код Крњичке луке. Церањиву су мјештани звали Грил. Иако католици, људи су ту држали Савине пости. По легенди, колера се ширила од Скадра и стигла је до Шестана. Стигла је у Марковиће, данашње Караникиће. Срећом ту се нашао Свети Сава и он лупивши шаком на једну стијену нареди: Овдје стани! Колера заиста ту стаде, а утиснута шака Светога Саве на тој стијени остаде до данаших дана. Марстијеповићи нису братственици но потичу од три братства па се дијеле на Лековиће, Стјеповиће и Савиће. Потомци Савића су по предању од Сава из Куча којег једна фамилија посини.

## Демографија
У насељу Марстијеповићи живи 0 пунолетних становника, а просечна старост становништва износи 0 година (0 код мушкараца и 0 код жена). У насељу има 0 домаћинстава, а просечан број чланова по домаћинству је 0.
Ово насеље нема више становника (према попису из 2003. године), а у последња три пописа, примећен је пад у броју становника.
|  |

| Демографија-- | Демографија-- | Демографија-- |
| Година        | Становника    | Становника    |
| ------------- | ------------- | ------------- |
|               |               |               |
|               |               |               |
|               |               |               |
|               |               |               |
| 1948.         | 70            |               |
| 1953.         | 65            |               |
| 1961.         | 68            |               |
| 1971.         | 47            |               |
| 1981.         | 25            |               |
| 1991.         | 16            | 10            |
| 2003.         | 0             | 0             |
|               |               |               |

| Година пописа     | 1948. | 1953. | 1961. | 1971. | 1981. | 1991. | 2003. |
| ----------------- | ----- | ----- | ----- | ----- | ----- | ----- | ----- |
| Број домаћинстава | 12    | 14    | 13    | 11    | 8     | 3     | 0     |

| Број чланова      | 1 | 2 | 3 | 4 | 5 | 6 | 7 | 8 | 9 | 10 и више | Просек |
| ----------------- | - | - | - | - | - | - | - | - | - | --------- | ------ |
| Број домаћинстава | 0 | 0 | 0 | 0 | 0 | 0 | 0 | 0 | 0 | 0         | 0      |

| Пол    | Укупно | Неожењен/Неудата | Ожењен/Удата | Удовац/Удовица | Разведен/Разведена | Непознато |
| ------ | ------ | ---------------- | ------------ | -------------- | ------------------ | --------- |
| Мушки  | 0      | 0                | 0            | 0              | 0                  | 0         |
| Женски | 0      | 0                | 0            | 0              | 0                  | 0         |
| УКУПНО | 0      | 0                | 0            | 0              | 0                  | 0         |

| Пол    | Укупно                    | Пољопривреда, лов и шумарство | Рибарство                            | Вађење руде и камена | Прерађивачка индустрија       |
| ------ | ------------------------- | ----------------------------- | ------------------------------------ | -------------------- | ----------------------------- |
| Мушки  | 0                         | 0                             | 0                                    | 0                    | 0                             |
| Женски | 0                         | 0                             | 0                                    | 0                    | 0                             |
| УКУПНО | 0                         | 0                             | 0                                    | 0                    | 0                             |
| Пол    | Производња и снабдевање   | Грађевинарство                | Трговина                             | Хотели и ресторани   | Саобраћај, складиштење и везе |
| Мушки  | 0                         | 0                             | 0                                    | 0                    | 0                             |
| Женски | 0                         | 0                             | 0                                    | 0                    | 0                             |
| УКУПНО | 0                         | 0                             | 0                                    | 0                    | 0                             |
| Пол    | Финансијско посредовање   | Некретнине                    | Државна управа и одбрана             | Образовање           | Здравствени и социјални рад   |
| Мушки  | 0                         | 0                             | 0                                    | 0                    | 0                             |
| Женски | 0                         | 0                             | 0                                    | 0                    | 0                             |
| УКУПНО | 0                         | 0                             | 0                                    | 0                    | 0                             |
| Пол    | Остале услужне активности | Приватна домаћинства          | Екстериторијалне организације и тела | Непознато            | Непознато                     |
| Мушки  | 0                         | 0                             | 0                                    | 0                    | 0                             |
| Женски | 0                         | 0                             | 0                                    | 0                    | 0                             |
| УКУПНО | 0                         | 0                             | 0                                    | 0                    | 0                             |